# تشيسوف
تشيسوف (بالبولندية: Cisów) هي قرية تقع في بلدية شفيبوجين ضمن مقاطعة شفيبوجين في محافظة لوبوش غرب بولندا.

## الموقع
تقع القرية على بُعد حوالي 6 كيلومترات جنوب غرب مدينة شفيبوجين، وحوالي 33 كيلومترًا شمال جورزوج، و58 كيلومترًا شمال غرب زيلونا غورا، وهي ضمن النطاق الإداري الغربي للبلاد بالقرب من الحدود الألمانية.

## وصلات خارجية
- السجل الوطني للأراضي الإدارية – GUS
- الموقع الرسمي لمحافظة لوبوش